# Lorenzo Muelas
Lorenzo Muelas Hurtado (Silvia, Cauca, 9 de julio de 1938) es un político, activista y líder indígena colombiano, miembro de la etnia Misak, del Cauca. Muelas fue uno de los líderes indígenas que participaron en la Asamblea Nacional Constituyente en 1991, junto con Francisco Rojas Birry y Alfonso Peña Chepe.

## Biografía
Perteneciente al pueblo Misak (guambiano), nacido en la vereda El Gran Chimán, de Silvia (Cauca). Lideró luchas contra la "terrajería", que hacía de los pueblos indígenas siervos de los terratenientes. Fue elegido a la Asamblea Constituyente de 1991, con 20.083 votos.
Cofundó y fue militante del Comité Regional Indígena de Colombia (CRIC), y del partido político derivado de éste: Autoridades Indígenas de Colombia (AICO). Por este partido fue elegido senador entre 1994 y 1998 con 270.000 votos. En 2006 fue elegido como gobernador de Guambia, máximo cargo de su comunidad.
Ha sido panelista en varios eventos relacionados con identidad indígena en Colombia, además de continuar en la militancia del AICO. También es cronista del conflicto armado, trabajo que publicó en su libro La fuerza de la gente: juntado recuerdos sobre la terrajería en Guambía, Colombia, del 2005.